# Anomalia vascular
Anomalia vascular é toda desordem de estrutura ou crescimento de vasos sanguíneos, podendo ser congênita, hereditária ou adquirida. Podem ser classificadas em tumores vasculares, anomalias onde ocorre proliferação celular em alguma fase de seu desenvolvimento (ex.: hemangioma), ou malformações vasculares, anomalias onde existem alterações morfoestruturais causadas por problemas durante a embriogênese ou adquiridas (ex.: malformação capilar). Algumas anomalias vasculares desafiam a classificação, havendo controvérsia sobre sua natureza: tumor ou malformação (ex.: linfangioma, ou malformação linfática).

## Introdução
Uma anomalia vascular é uma espécie de mancha, sinal ou marca de nascença (nevo congênito) caracterizada por uma desordem do desenvolvimento vascular. Na maioria das vezes, mas nem sempre, apresenta-se ao nascimento, ou seja, é congênita. Pode ser hereditária. Constitui um defeito localizado nos vasos sanguíneos que pode afetar qualquer parte da vasculatura (capilares, veias, artérias, vasos linfáticos ou uma combinação destes). Estes defeitos são caracterizados por um aumento do número de vasos e vasos que podem ser tanto alargados quanto sinuosos. As anomalias vasculares também podem ser uma parte de uma síndrome e, ocasionalmente, podem ser adquiridos por trauma. A prevalência estimada de anomalias vasculares é de 4,5%.  Anomalias vasculares podem ocorrer em qualquer parte do corpo (pele, osso, fígado, intestinos, etc), mas em 60% dos pacientes  são localizadas na região da cabeça e pescoço.  Quando situadas logo abaixo da pele têm coloração azul e são freqüentemente denominadas cavernosas. Quando superficiais aparecem como manchas de cor vermelha e estão associadas com alterações da derme.

## Classificação
Historicamente, as anomalias vasculares foram rotuladas com termos descritivos, por exemplo, de acordo com alimentos a que se assemelhavam, como vinho do porto, morango, cereja, salmão. Esta terminologia imprecisa tem causado confusão no diagnóstico, dificuldade de comunicação entre especialistas e mesmo tratamento incorreto. No entanto, em 1982, Mulliken introduziu uma classificação que substituiu esses termos descritivos e orientou o manejo das várias anomalias vasculares. Esta classificação, baseada em aspectos clínicos, história natural e características celulares, divide as anomalias vasculares em dois grandes grupos: tumores vasculares e malformações vasculares Embora a aparência de ambos seja semelhante, há diferenças importantes.

### Tabela comparativa da nomenclatura moderna e histórica
| Termo correto                   | Terminologia incorreta comumente usada para descrever anomalias vasculares |
| ------------------------------- | -------------------------------------------------------------------------- |
| Hemangioma                      | Hemangioma "morango" Hemangioma capilar Hemangioma cavernoso               |
| Hemangioendotelioma Kaposiforme | Hemangioma (capilar)                                                       |
| Granuloma piogênico             | Hemangioma                                                                 |
| Malformação capilar             | Mancha em vinho do porto Hemangioma capilar                                |
| Malformação linfática           | Linfangioma Higroma cístico                                                |
| Malformação venosa              | Hemangioma cavernoso                                                       |
| Malformação arteriovenosa       | Hemangioma arteriovenoso                                                   |

### Tumores vasculares
Tumores vasculares, muitas vezes referidos como hemangiomas, são os tumores mais comuns em crianças, ocorrendo em 1-2% delas. A prevalência é ainda maior (10%) em prematuros de muito baixo peso ao nascer.Os tumores vasculares são caracterizados por crescimento excessivo de vasos normais, que mostram aumento da proliferação endotelial. Eles podem estar presentes ao nascimento, mas muitas vezes aparecem dentro de uma a duas semanas após o nascimento ou durante a infância. Existem diferentes tipos de tumores vasculares, os quais podem ser divididos em tumores benignos, tumores de malignidade intermediária e tumores malignos.

#### Tumores vasculares benignos

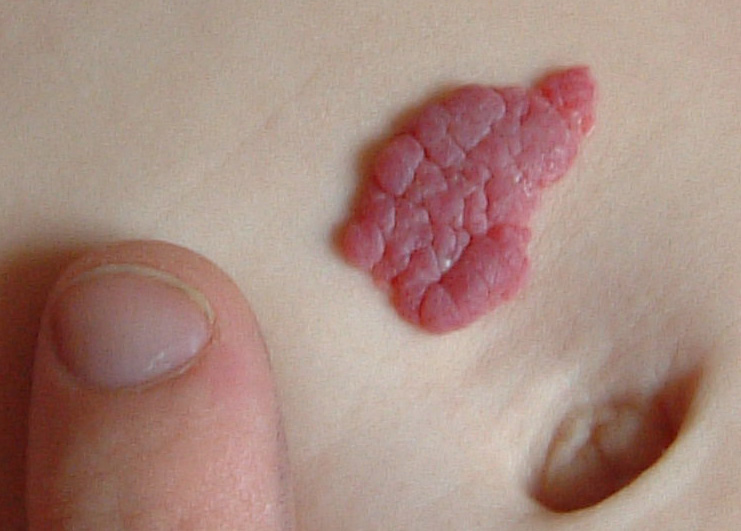
Hemangioma infantil

Hemangioma ou Hemangioma infantil (HI) é o tumor vascular mais comum. Ocorre em qualquer órgão e segmento do corpo, mas é mais frequente na pele, na cabeça e pescoço. Apresenta-se logo após o nascimento, crescendo rapidamente nos primeiros meses de vida, caracterizando a fase proliferativa, que pode durar até cerca de 1 ano de idade. Após essa fase, o hemangioma entra numa fase de regressão lenta, a qual pode durar até 10 anos ou mais. Mais de 2/3 dos hemangiomas nunca precisam de tratamento, não deixando nem mesmo cicatrizes. Lesões de crianças maiores ou adultos, mesmo semelhantes, provavelmente são hemangiomas em regressão ou outros tumores vasculares, menos comuns.
Hemangiomas congênitos (HC) apresentam-se totalmente desenvolvidos ao nascimento. Eles se formam durante a vida pré-natal e atingem seu tamanho máximo antes do nascimento. São mais comuns nas extremidades, tem uma distribuição por sexo igual, e são solitários, com um diâmetro médio de 5 cm.

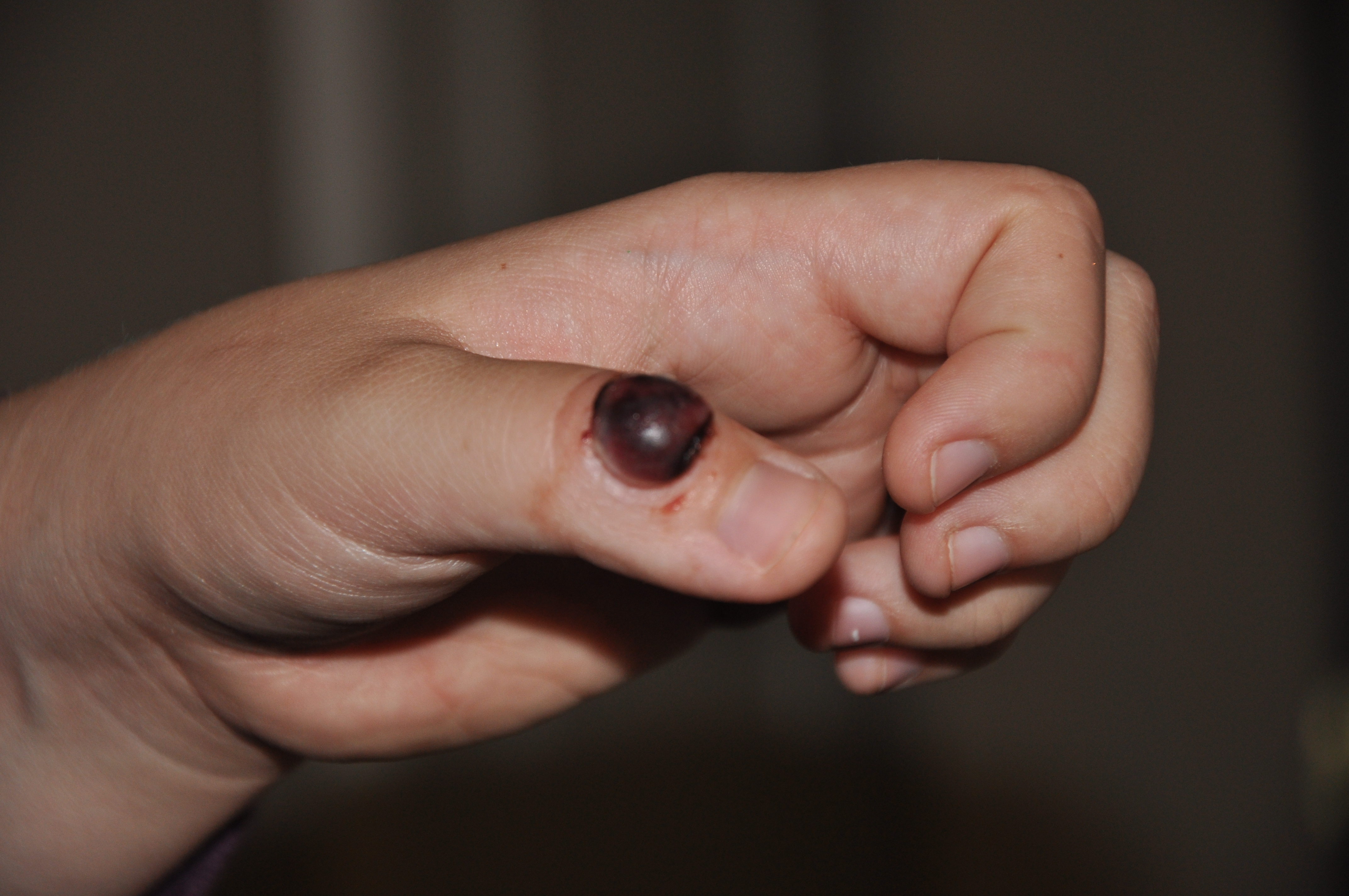
Granuloma piogênico

Granuloma piogênico, também conhecido como hemangioma capilar lobular, é um tumor vascular benigno pequeno que envolve principalmente a pele (88,2%) e as membranas mucosas.  O granuloma piogénico aparece como uma mácula vermelha que cresce rapidamente, se transforma em uma pápula e transforma-se eventualmente numa lesão pedunculada, ligada a uma haste estreita.

#### Tumores vasculares de malignidade intermediária
Hemangioendoteliomas são um grupo de tumores vasculares de comportamento incerto. Algumas variantes são benignas, outras podem localmente agressivas ou metastizar de forma infrequente, enquanto o hemangioendotelioma epitelióide é francamente maligno.

#### Tumores vasculares malignos
Os tumores vasculares verdadeiramente malignos são o angiossarcoma e o hemangioendotelioma epitelióide. Ambos são sarcomas de partes moles com diferenciação endotelial, representando, em conjunto, menos de 1% de todos os sarcomas de partes moles. O diagnóstico patológico é por vezes desafiador, com caraterísticas histológicas, clínicas e radiológicas se sobrepondo entre os dois tipos de tumores malignos e também com tumores benignos, como o hemangioma epitelióide.

### Malformações vasculares
Malformação vascular é um termo coletivo para diferentes doenças ocasionadas por erros no desenvolvimento vascular. Pode ser uma alteração das artérias, capilares, veias e vasos linfáticos ou uma desordem de uma combinação destes (as lesões são nomeadas com base no vaso primário que é mal formado). Um malformação vascular consiste de um conjunto de tubos ou sacos deformados, devido a um erro no desenvolvimento vascular (dismorfogênese). No entanto, o volume endotelial é estável nestas defeitos. Malformações vasculares congênitas são sempre já presentes ao nascimento, embora elas nem sempre sejam visíveis. Em contraste com os tumores vasculares, malformações vasculares não têm uma fase de crescimento, nem uma fase de involução. Malformações vasculares tendem a crescer proporcionalmente com a criança, e não regridem, mas persistir por toda a vida. Malformações vasculares podem ser divididas em lesões de baixo fluxo, de alto fluxo e tipos combinados-complexos.

#### Malformações vasculares de baixo fluxo

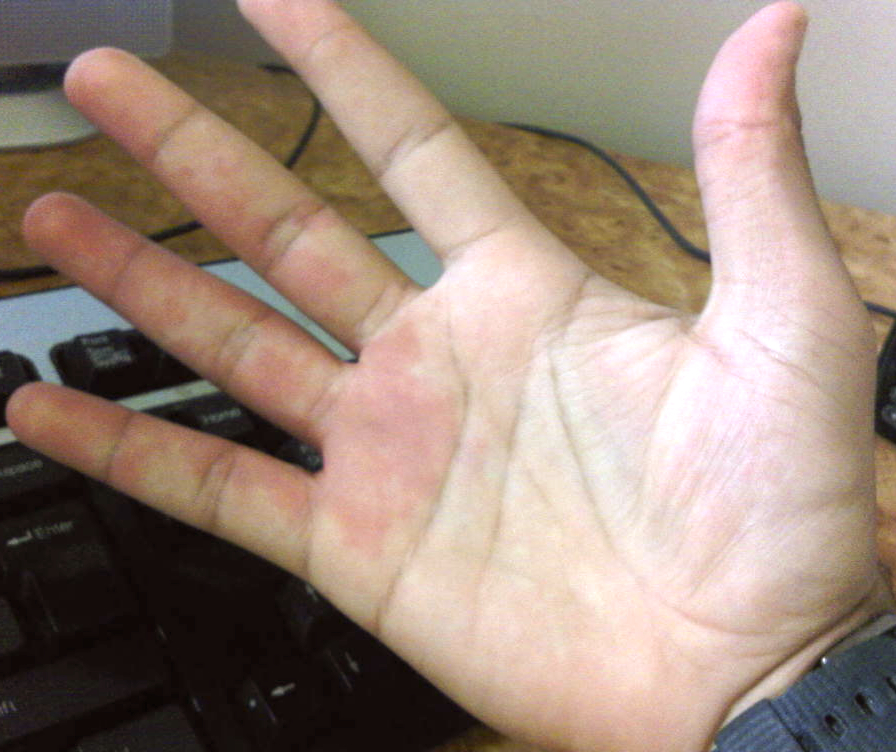
Malformação capilar

- Malformação capilar (também conhecidas como manchas de cor vinho do Porto): Malformações capilares (MC) são lesões de pele avermelhadas, planas, na sua maioria na região da cabeça e pescoço e que escurecem com o avançar da idade, ao contrário de sinais de nascença como a mancha salmão, Nevus simplex ou nevo vascular, os quais clareiam ou desaparecem nos primeiros anos de vida. As MC constituem 11% de todas as malformações vasculares. As síndromes associadas com MC são: Síndrome de Sturge-Weber e Síndrome de Klippel-Trenaunay.[11] MC podem ser tratadas com laser ou cirurgia.[2]

- Malformação venosa é uma lesão azulada, compressive à digitopressão; as lesões aumentam com a atividade física ou quando colocadas em posição pendente. A lesão azulada representa veias dilatadas. Malformações venosas (MV) podem causar dor matutina devido à estase e microtrombos venosos.  A maioria ocorre na região da cabeça e pescoço.[10] MV são as anomalias vasculares mais comuns, perfazendo 40% do total.[1] Podem ser tratadas através de escleroterapia e cirurgia.[2]

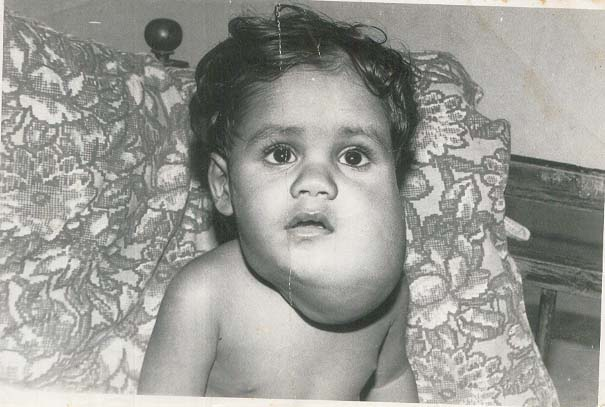
Linfangioma

- Malformação linfática (ML) é uma proliferação benigna do sistema linfático.[12] Elas resultam de erros durante a formação dos canais linfáticos. ML perfazem 28% de todas as anomalias vasculares.[1] Também podem ser tratadas através de escleroterapia e cirurgia.[2]

#### Malformações vasculares de alto fluxo
Todas as malformações vasculares de alto fluxo envolvem artérias. Elas constituem 14% de todas as malformações vasculares.
- Malformação arterial

- Fístula arteriovenosa : uma lesão onde ocorre comunicação direta entre uma artéria e uma veia, através de uma fístula.[2]

- Malformação arteriovenosa (MAV): uma lesão onde ocorre a comunicação entre uma artéria e uma veia, através de um conjunto de vasos displásicos.[10]

#### Malformações vasculares combinadas (complexas)
Uma combinação de duas ou mais malformações simples, envolvendo mais de um tipo de vaso sanguíneo.
- MVC: Malformação veno-capilar
- MLC: malformação linfático-capilar
- MLV: malformação linfático-venosa
- MLVC: malformação linfático-veno-capilar. MLVC está associada com a Síndrome de Klippel-Trenaunay
- ML-MAV: malformação linfática - arteriovenosa
- MC-MAV: malformação capilar - arteriovenosa[11]